# Mytczenky
Mytczenky (ukr. Митченки) – wieś na Ukrainie, w obwodzie czernihowskim, w rejonie niżyńskim, w hromadzie Baturyn. W 2001 liczyła 1272 mieszkańców, spośród których 1254 wskazało jako ojczysty język ukraiński, 12 rosyjski, a 6 mołdawski.

## Urodzeni
- Piotr Brajko